# Estádio Francisco Garcia
Estádio Francisco Garcia – stadion piłkarski w Rio Preto da Eva, Amazonas, Brazylia. Na którym swoje mecze rozgrywa klub Holanda Esporte Clube.